# Prisekani ikozidodekaeder
| Prisekani ikozidodekaeder                   | Prisekani ikozidodekaeder                                       |
| ------------------------------------------- | --------------------------------------------------------------- |
| (animacija)                                 |                                                                 |
| vrsta                                       | arhimedsko telo uniformni polieder                              |
| elementi                                    | F = 62, E = 180, V = 120 (χ = 2)                                |
| stranske ploskve na stran                   | 30{4} + 20{6} + 12{10}                                          |
| Conwayjev zapis                             | bD ali taD                                                      |
| Schläflijevi simboli                        | tr{5,3} ali {\displaystyle t{\begin{Bmatrix}5\\3\end{Bmatrix}}} |
| Schläflijevi simboli                        | t0,1,2{5,3}                                                     |
| Wythoffov simbol                            | 2 3 5 \|                                                        |
| Coxeter-Dinkinov diagram                    |                                                                 |
| simetrija                                   | Ih, H3, [5,3], (*532), red 120                                  |
| vrtilna grupa                               | I, [5,3]+, (532), red 60                                        |
| diedrski kot                                | 6-10: 142,62° 4-10: 148,28° 4-6: 159,095°                       |
| sklici                                      | U28, C31, W16                                                   |
| značilnosti                                 | konveksen polpravilen zonoeder                                  |
| obarvane stranske ploskve                   | 4.6.10 (slika oglišč)                                           |
| disdiakisni triakontaeder (dualni polieder) | mreža telesa                                                    |

Prisekani ikozidodekaeder je v geometriji konveksni polieder. Je arhimedsko telo, eno od trinajstih konveksnih izogonalnih neprizmatičnih teles skonstruirano z dvema ali več vrstami pravilnih mnogokotniških stranskih ploskev.
Ima dvainšestdeset pravilnih stranskih ploskev, od tega trideset kvadratnih, dvajset šestkotniških in dvanajst desetkotniških, ter 120 robov in 180 oglišč – največ od vseh konveksnih neprizmatičnih uniformnih poliedrov. Ker ima vsaka njegova stranska ploskev točkovno simetrijo (enakovredno 180° vrtilni simetriji), je prisekani ikozidodekaeder zonoeder.

## Druga imena
Telo ima naslednja druga imena: 
- prisekani ikozidodekaeder (Johannes Kepler)
- rombiprisekani ikozidodekaeder (Magnus Wenninger[1])
- veliki rombiikozidodekaeder (Robert Edward Williams,[2] Peter Richard Cromwell[3])
- omniprisekani dodekaeder ali ikozaeder (Norman Johnson)

Ime prisekani ikozidodekaeder, ki ga je izvirno imenoval Kepler, je deloma zavajujoč. Če se priseka ikozidodekaeder, ne nastane uniformni polieder. Namesto kvadratov ima takšna prisekanost zlate pravokotnike. Vendar je nastalo telo topološko enakovredno temu in se lahko vedno deformira vse dokler stranske ploskve niso pravilne.
| Ikozidodekaeder | Točno geometrično prisekavanje ikozidodekaedra tvori pravokotniške stranske ploskve in ne kvadratne. |

Drugo ime veliki rombiikozidodekaeder (kakor tudi rombiprisekani ikozidodekaeder) se nanaša na dejstvo, da 30 kvadratnih stranskih ploskev leži v istih ravninah kot 30 stranskih ploskev romskega triakontaedra, ki je dual ikozidodekaedru. Primerjaj z rombiikozidodekaedrom.
Ena nesrečna stvar je, da obstaja nekonveksni uniformni polieder z enakim imenom. Glej nekonveksni veliki rombiikozidodekaeder.

## Kartezične koordinate
Kartezične koordinate za oglišča prisekanega ikozidodekaedra s središčem v izhodišču z dolžino roba enako 2φ − 2 so vse sode permutacije:
(±⁠1/φ⁠, ±⁠1/φ⁠, ±(3 + φ)),
(±⁠2/φ⁠, ±φ, ±(1 + 2φ)),
(±⁠1/φ⁠, ±φ2, ±(−1 + 3φ)),
(±(2φ − 1), ±2, ±(2 + φ)) in
(±φ, ±3, ±2φ),
kjer je:
{\displaystyle \varphi ={\frac {1+{\sqrt {5}}}{2}}\!\,} število zlatega reza.

## Površina in prostornina
Površina P in prostornina V prisekanega ikozidodekaedra z dolžino roba a sta:
{\displaystyle P=30a^{2}\left(1+{\sqrt {3}}+{\sqrt {5+2{\sqrt {5}}}}\right)\approx 174,292\,0303a^{2}\!\,.}
{\displaystyle V=(95+50{\sqrt {5}})a^{3}\approx 206,803\,399a^{3}\!\,.}
Če se skonstruira množica vseh 13-ih arhimedskih teles z enakimi dolžinami robov, bi bil prisekani ikozidodekaeder največji.

## Pravokotne projekcije
Prisekani ikozidodekaeder ima sedem posebnih pravokotnih projekcij usrediščenih na oglišče, tri vrste robov in tri vrste stranskih ploskev (kvadrati, šestkotniki in desetkotniki). Zadnji dve odgovarjata Coxeterjevima ravninama A2 in H2.
| usrediščeno na            | oglišče | rob 4-6 | rob 4-10 | rob 6-10 | stransko ploskev – kvadrat | stransko ploskev – šestkotnik | stransko ploskev – desetkotnik |
| ------------------------- | ------- | ------- | -------- | -------- | -------------------------- | ----------------------------- | ------------------------------ |
| slika                     |         |         |          |          |                            |                               |                                |
| projektivna simetrija     | [2]+    | [2]     | [2]      | [2]      | [2]                        | [6]                           | [10]                           |
| disdiakisni triakontaeder |         |         |          |          |                            |                               |                                |

## Sferna tlakovanja in Schleglovi diagrami
Prisekani ikozidodekaeder se lahko predstavi tudi kot sferno tlakovanje in projicira na ravnino s stereografsko projekcijo. Ta projekcija je konformna in ohranja kote ne pa tudi površine ali dolžine. Premice na sferi se projicirajo kot krožni loki na ravnino.
Schleglovi diagrami so podobni s perspektivno projekcijo in ravnimi robovi.
| ortografska projekcija | stereografske projekcije   | stereografske projekcije  | stereografske projekcije |
| ---------------------- | -------------------------- | ------------------------- | ------------------------ |
|                        |                            |                           |                          |
|                        |                            |                           |                          |
|                        | usrediščeno na desetkotnik | usrediščeno na šestkotnik | usrediščeno na kvadrat   |

## Geometrijski odnosi
Znotraj ikozaedrske simetrije obstaja neomejeno število geometrijskih različic prisekanega ikozidodekaedra z izogonalnimi stranskimi ploskvami. Prisekani dodekaeder, rombiikozidodekaeder in prisekani ikozaeder so izrojeni mejni primeri.
|  |  |  |  |  |  |  |
|  |  |  |  |  |  |  |

## Sorodni poliedri in tlakovanja
| Družina uniformnih ikozaedrskih poliedrov | Družina uniformnih ikozaedrskih poliedrov | Družina uniformnih ikozaedrskih poliedrov | Družina uniformnih ikozaedrskih poliedrov | Družina uniformnih ikozaedrskih poliedrov | Družina uniformnih ikozaedrskih poliedrov | Družina uniformnih ikozaedrskih poliedrov | Družina uniformnih ikozaedrskih poliedrov |
| Simetrija: [5,3], (*532)                  | Simetrija: [5,3], (*532)                  | Simetrija: [5,3], (*532)                  | Simetrija: [5,3], (*532)                  | Simetrija: [5,3], (*532)                  | Simetrija: [5,3], (*532)                  | Simetrija: [5,3], (*532)                  | [5,3]+, (532)                             |
| ----------------------------------------- | ----------------------------------------- | ----------------------------------------- | ----------------------------------------- | ----------------------------------------- | ----------------------------------------- | ----------------------------------------- | ----------------------------------------- |
|                                           |                                           |                                           |                                           |                                           |                                           |                                           |                                           |
|                                           |                                           |                                           |                                           |                                           |                                           |                                           |                                           |
| {5,3}                                     | t{5,3}                                    | r{5,3}                                    | t{3,5}                                    | {3,5}                                     | rr{5,3}                                   | tr{5,3}                                   | sr{5,3}                                   |
| Duali uniformnih poliedrov                |                                           |                                           |                                           |                                           |                                           |                                           |                                           |
|                                           |                                           |                                           |                                           |                                           |                                           |                                           |                                           |
| V5.5.5                                    | V3.10.10                                  | V3.5.3.5                                  | V5.6.6                                    | V3.3.3.3.3                                | V3.4.5.4                                  | V4.6.10                                   | V3.3.3.3.5                                |

Ta polieder se ima lahko za člana zaporedja uniformnih vzorcev s sliko oglišč (4.6.2p) in Coxeter-Dinkinovim diagramom . Za p < 6 so člani omniprisekani poliedri (zonoedri), prikazani spodaj kot sferna tlakovanja. Za p > 6 so tlakovanja v hiperbolični ravnini, ki se začne s prisekanim trisedemkotnim tlakovanjem.
| Različice simetrij *n32 omniprisekanih tlakovanj: 4.6.2n | Različice simetrij *n32 omniprisekanih tlakovanj: 4.6.2n | Različice simetrij *n32 omniprisekanih tlakovanj: 4.6.2n | Različice simetrij *n32 omniprisekanih tlakovanj: 4.6.2n | Različice simetrij *n32 omniprisekanih tlakovanj: 4.6.2n | Različice simetrij *n32 omniprisekanih tlakovanj: 4.6.2n | Različice simetrij *n32 omniprisekanih tlakovanj: 4.6.2n | Različice simetrij *n32 omniprisekanih tlakovanj: 4.6.2n | Različice simetrij *n32 omniprisekanih tlakovanj: 4.6.2n | Različice simetrij *n32 omniprisekanih tlakovanj: 4.6.2n | Različice simetrij *n32 omniprisekanih tlakovanj: 4.6.2n | Različice simetrij *n32 omniprisekanih tlakovanj: 4.6.2n | Različice simetrij *n32 omniprisekanih tlakovanj: 4.6.2n |
| simetrija *n32 [n,3]                                     | sferna                                                   | sferna                                                   | sferna                                                   | sferna                                                   | evklidska                                                | kompakt. hiperb.                                         | kompakt. hiperb.                                         | parakomp.                                                | nekompaktna hiperbolična                                 | nekompaktna hiperbolična                                 | nekompaktna hiperbolična                                 | nekompaktna hiperbolična                                 |
| simetrija *n32 [n,3]                                     | *232 [2,3]                                               | *332 [3,3]                                               | *432 [4,3]                                               | *532 [5,3]                                               | *632 [6,3]                                               | *732 [7,3]                                               | *832 [8,3]                                               | *∞32 [∞,3]                                               | [12i,3]                                                  | [9i,3]                                                   | [6i,3]                                                   | [3i,3]                                                   |
| -------------------------------------------------------- | -------------------------------------------------------- | -------------------------------------------------------- | -------------------------------------------------------- | -------------------------------------------------------- | -------------------------------------------------------- | -------------------------------------------------------- | -------------------------------------------------------- | -------------------------------------------------------- | -------------------------------------------------------- | -------------------------------------------------------- | -------------------------------------------------------- | -------------------------------------------------------- |
| slika                                                    |                                                          |                                                          |                                                          |                                                          |                                                          |                                                          |                                                          |                                                          |                                                          |                                                          |                                                          |                                                          |
| oglišče                                                  | 4.6.4                                                    | 4.6.6                                                    | 4.6.8                                                    | 4.6.10                                                   | 4.6.12                                                   | 4.6.14                                                   | 4.6.16                                                   | 4.6.∞                                                    | 4.6.24i                                                  | 4.6.18i                                                  | 4.6.12i                                                  | 4.6.6i                                                   |
| duali                                                    |                                                          |                                                          |                                                          |                                                          |                                                          |                                                          |                                                          |                                                          |                                                          |                                                          |                                                          |                                                          |
| konfig.                                                  | V4.6.4                                                   | V4.6.6                                                   | V4.6.8                                                   | V4.6.10                                                  | V4.6.12                                                  | V4.6.14                                                  | V4.6.16                                                  | V4.6.∞                                                   | V4.6.24i                                                 | V4.6.18i                                                 | V4.6.12i                                                 | V4.6.6i                                                  |